# František Jakub Fortin
František Jakub Fortin (cca 1. října 1680 Srbeč – 14. července 1763 v Želnavě) byl příslušník vlašského rodu architektů Fortini, syn mšeckého stavitele Michala Fortina a vrchní stavitel knížecího dvora v Českém Krumlově v době vlády knížete Adama Františka a později Josefa I. Adama ze Schwarzenbergu.
Jeho syn Josef František Fortin, taktéž knížecí architekt, přestavěl zámek Červený Dvůr a Kvítkův Dvůr u Českého Krumlova do jejich současné podoby.

## Život a kariéra
František Jakub Fortin se narodil roku 1680 jako syn stavitele Michala Fortina původem z Itálie. 13. října 1711 se ve Mšeci oženil s Terezií Dopitovou (11. března 1692 Srbeč – 28. května 1738 Český Krumlov), jejíž náhrobní kámen, původně uložený na zrušeném českokrumlovském hřbitově u sv. Martina, se dodnes zachoval v podlaze kostela sv. Víta v Českém Krumlově pod schodištěm k prelátské oratoři. Vyučil se pravděpodobně v Praze a kolem roku působil ve službách Jana Baptisty Alliprandiho a kolem roku 1711 se pohyboval na stavbě nového paláce hraběte Coloreda, dnes zvaného Schönbornský palác.
Prvním zjistitelným dílem Františka Fortina je řada 20 poutních kapliček při cestě z Prahy k františkánskému klášteru Sancta Sylva (Hájek) z let 1720–1724.
Roku 1720 také opravil kostel sv. Petra a Pavla v Unhošti, poničený bleskem.
Po smrti Giovanniho Domenica Spatia schwarzenberského dvorního stavitele v Českém Krumlově roku 1723 byl František Fortin přijat na uvolněné místo.
Ivo Kořán ve svém článku Mirovický kostel sv. Klimenta v baroku (Umění XV, 1967, s. 410 – 21) uvádí neúplný výčet Fortinových děl: "nejpozději od května r. 1724 pracuje na plánech kostela v Mirovicích, pak postupně opravuje kostel sv. Bartoloměje v Ratibořicích … Roku 1725 navrhuje novostavbu kostela Navštívení P. Marie v Ondřejově na Krumlovsku, dostavěného pak podle návrhu A. E. Martinelliho. V témže roce byl sedmkrát na Orlíce … V l. 1725–1726 se dle jeho plánů přistavují dvě kaple ke kostelu sv. Linharta v Dolní Vltavici, v červenci roku 1726 posílá dva návrhy na výstavbu věže ke kostelu Nejsv. Trojice v Chýnově a současně pracuje v Netolicích. V Českém Krumlově upravuje mužský klášter v bývalém minoritském klášteře v roce 1727, v letech 1729–1730 zvětšuje zámeckou mincovnu, roku 1732 staví honosnou faru v Mirovicích, v červenci roku 1734 projektuje zvýšení a rozšíření presbytáře kostela sv. Jiří ve Věžné, roku 1736 upravuje klášter ve Zl. Koruně. Kolem roku 1748 staví kostel sv. Filipa a Jakuba v Šumavských Hošticích, v letech 1748–1749 rozšiřuje severní trakt hořejšího krumlovského zámku a v letech 1752–1754 buduje dle plánů E. A. Martinelliho kostel sv. Maří Magdalény ve Sv. Magdaléně; nad to pracoval na věžích kostelů sv. Petra a Pavla ve St. Prachaticích a sv. Kateřiny ve Volarech.
Slovem lze říci (…), že se Fortin podílel na všech stavebních podnicích ohromného schwarzenberského panství od roku 1724 až do doby po polovině 18. století. Význam jeho tvorby i vlastní umělecký přínos tkví v jakési střídmosti až prostotě, s níž aplikuje barokní článkoví na klidné fasády svých staveb. Půdorysy jeho kostelů zachovávají stará schémata jednolodní stavby s polygonálním či dokonce pravoúhlým závěrem. Loď je nezřídka po obou stranách rozšířena polygonálně či pravoúhle uzavřenými kaplemi, jež připomínají v jakési až gotizující reminiscenci příčnou loď. Architektonické články spíše stavbu zdobí, než člení; Fortin je chápe povýtce jako prvek dekorativní, nezasahující do kompozice stavby. Podle těchto rysů jeho dílo, lišící se tak výrazně od dramaticky hybných staveb pražských i východočeských mistrů, snadno na českém jihu poznáváme."
Asi od roku 1750, nejprve společně s otcem, později samostatně, působil jako krumlovský polír i Františkův syn Josef František, který se však již podepisoval Fortini.
Podle jeho plánů byl roku 1750 přestavěn zámek Kvítkův Dvůr, roku 1751 vypracoval plán nové lázeňské budovy v Dobré Vodě, roku 1754 vystavěl novou kostelní věž v Chrobolech a podal návrh přestavby letohrádku Bellarie v Českém Krumlově, který však nebyl realizován. Roku 1756 vyprojektoval plány přístavby jižního křídla zámku Červený dvůr a do roku 1760 zde sjednotil vnější fasády. V roce 1758 se jako knížecí stavitel účastnil stavebních úprav minoritského kláštera v Českém Krumlově.